# Shin'ichirō Obata
Shin'ichirō Obata (小幡真一郎, Obata Shin'ichirō), né le 21 juillet 1952, est un ancien arbitre japonais de football des années 1990.

## Carrière
Il a officié dans des compétitions majeures : 
- Coupe d'Asie des nations de football 1992 (2 matchs)
- Kirin Cup 1993 (1 match)
- Coupe du monde de football des moins de 17 ans 1993 (2 matchs)